# Danza Teatro Retazos
Danza Teatro Retazos är ett kubanskt danskompani för modern dans grundat 1987 i Havanna, Kuba.
Danza Teatro Retazos grundades av koreografen Isabel Bustos, som är kompaniets konstnärlige ledare. Kompaniet har en egen teater i centrala Havanna och skapar produktioner för vuxna och barn med ett eget lyriskt och intimt sensibelt rörelsespråk, som återspeglar en tidsmiljö av motstridiga krafter och strävanden. 
Kompaniet är också drivande i omfattande sociala utvecklingsprojekt och workshops för barn och vuxna. Man har skapat den stora återkommande gatudansfestivalen i Havanna Habana Vieja: Cuidad en Movimento, dansfilmfestivalen Dvdanza och utvecklingsfestivalen för unga koreografer Impulsos. Förutom att fungera som ett ledande nationellt danskompani turnerar man även internationellt och har sedan 2006 ett återkommande samarbete med det svenska danskompaniet Memory Wax med flera samproduktioner. Tillsammans driver de också sedan 2012 EU–projektet Retazos Evoluciona – Reach Out OverSeas för dans- och samhällsutveckling i utbyte mellan Kuba och Sverige.